# Leptagrion alfonsoi
Leptagrion alfonsoi là loài chuồn chuồn trong họ Coenagrionidae. Loài này được Machado mô tả khoa học đầu tiên năm 2006.